# Indústria metalmecânica
A indústria metalmecânica (ou indústria metalomecânica ou metalúrgica, podendo ser ainda conhecida como metalurgia mecânica) incorpora todos os segmentos responsáveis pela transformação de metais nos produtos desejados, desde a produção de bens até serviços intermediários, incluindo máquinas, equipamentos, veículos e materiais de transporte.
Dentro dos campos de estudo da metalomecânica encontram-se as deformações plásticas, soldadura, fundição e usinagem. Engloba ainda o estudos das propriedades dos materiais utilizados, o seu projeto e seleção, e ainda de fenômenos de resistência destes como a fadiga, a fluência ou o atrito.